# Imperativo hipotético

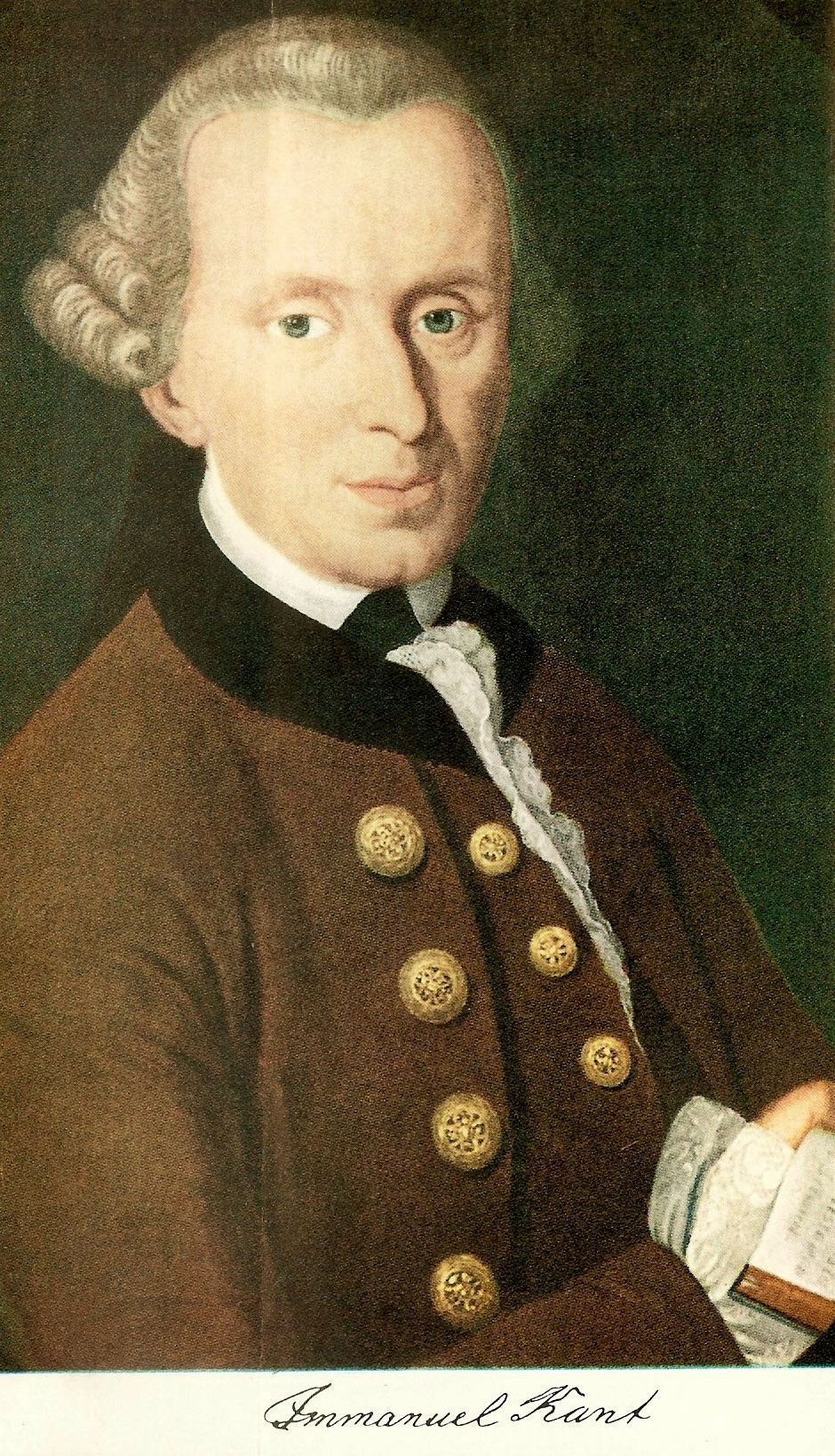
Imagen de Immanuel Kant, filósofo alemán del, conocido por su teoría ética deontológica. Kant distingue entre imperativos hipotéticos e imperativos categóricos, conceptos centrales en su obra Crítica de la razón práctica. El imperativo hipotético, para Kant, se refiere a una acción que debe llevarse a cabo bajo una condición específica para alcanzar un fin deseado.

El imperativo hipotético (en alemán: hypothetischer Imperativ) se introdujo originalmente en los escritos filosóficos de Immanuel Kant. Este tipo de imperativo se contrapone al imperativo categórico.

## Descripción general
Se menciona por primera vez en la Sección II de Fundamentación de la metafísica de las costumbres. Kant lo definió como la ley que emplea el imperio de la razón para representarse un principio objetivo "en el momento en que aquella es requerida por la voluntad", en otras palabras, los imperativos actúan como fórmulas empíricas para conocer y actuar con raciocinio. Los imperativos hipotéticos nos dicen cómo actuar para lograr un objetivo específico y el mandato de la razón se aplica solo condicionalmente, p. ej. "debo estudiar para obtener un título".
Este tipo de acciones son capaces de producir el bien, pero están motivadas principalmente por el deseo de cumplir con propósitos específicos. Las acciones realizadas a través de imperativos hipotéticos se realizan con mucha frecuencia; siempre que uno se compromete a realizar una acción para lograr algo que desea, ha utilizado este imperativo para actuar de acuerdo con la razón.
En la Fundamentación de la metafísica de las costumbres, Kant divide los imperativos hipotéticos en dos subcategorías: las reglas de la habilidad y los consejos de la prudencia.

### Reglas de habilidad
Las reglas de habilidad son condicionales y son específicas para todas y cada una de las personas a las que se les asigna dicha habilidad. Estos son fines particulares que nos asignamos a nosotros mismos y proporcionan un marco para comprender cómo se pueden lograr nuestros fines. Kant lo resume como: "Quien quiera el fin también quiere (en la medida en que la razón tiene una influencia decisiva en sus acciones) los medios indispensablemente necesarios que están bajo su control". La definición de Kant establece que hay un sinnúmero de fines personales que pueden existir, porque cada ser humano tiene sus perspectivas, deseos, circunstancias personales y métodos previstos para alcanzar sus fines únicos. Sin embargo, Kant también afirma que hay al menos un fin que se busca universalmente, y determina que es la felicidad.

### Consejos de prudencia
Los consejos de la prudencia (o reglas de la prudencia) se alcanzan a priori (a diferencia de las reglas de la habilidad que se obtienen a través de la experiencia, o a posteriori) y tienen objetivos universales como la felicidad. Los consejos de prudencia son acciones que se realizan en aras de la buena voluntad para el individuo y con las mejores intenciones. Esto supone, entonces, que las acciones realizadas con las mejores intenciones están utilizando el imperativo hipotético para discernir y tomar decisiones que son "más buenas para la moral". Por lo tanto, casi cualquier "regla" moral sobre cómo actuar es hipotética, porque asume que su objetivo es ser moral, o ser feliz, o agradar a Dios, etc.

### Limitaciones
La limitación general del imperativo hipotético es su potencial ambigüedad en sus medios y su susceptibilidad de ser mal utilizado para fines corruptos. Además, los imperativos hipotéticos solo pueden aplicarse si existe una inversión personal en la acción realizada y los fines producidos. Si uno no encuentra un beneficio personal o un incentivo para realizar una acción en un determinado sentido, entonces no está obligado a hacerlo. En otras palabras, los imperativos hipotéticos invocan órdenes a través de "debería hacer", y su énfasis está más en los deseos personales individuales. Los únicos imperativos no hipotéticos son los que te dicen que hagas algo sin importar quién eres o qué quieres, porque la cosa es buena en sí misma. Estos tipos de imperativos pertenecen a la categoría de imperativo categórico.